# Сграда на Държавния архив на Северна Македония
Сградата на Държавния архив на Северна Македония (на македонска литературна норма: Зграда на Државниот Архив на Македонија) е административна сграда в град Скопие, Северна Македония. Обявена е за паметник на културата.

## Описание
Сградата е построена в 1970 година специално за нуждите на Държавния архив на Северна Македония. Разположена е на улица „Глигор Пърличев“ № 3. Сградата се състои от сутерен, приземие и три етажа и има площ от 6500 m2. Разполага с депа, работни помещения и читални. Обявена е за паметник на културата.
В 2013 година сградата е дадена на Прокуратурата, а Архивът е преместен в сградата на Археологическия музей.